# Daýançgylyç Urazow
Daýançgylyç Çäryýargylyçewiç Urazow, ros. Даянчклыч Чарыярклычевич Уразов, Dajanczkłycz Czaryjarkłyczewicz Urazow (ur. 15 grudnia 1978, Turkmeńska SRR) – turkmeński piłkarz, grający na pozycji napastnika.

## Kariera piłkarska

### Kariera klubowa
W 2000 rozpoczął karierę piłkarską w klubie Nisa Aszchabad. W 2001 bronił barw rosyjskiego Łokomotiwu Czyta, po czym wrócił do Nisy Aszchabad. W 2004 ponownie wyjechał za granicę, gdzie został piłkarzem Ekibastuzca Ekibastuz, ale po pół roku wrócił do Nisy Aszchabad. Latem 2005 przeszedł do Gazçy Gazojak. Na początku 2006 ponownie wyjechał za granicę, tym razem do Uzbekistanu, gdzie bronił barw Neftchi Fergana i Soʻgʻdiyony Dżyzak. W 2007 przeniósł się do ormiańskiego Ulisu Erywań. Potem ponownie występował w Ekibastuzcu Ekibastuz i Soʻgʻdiyonie Dżyzak. W 2009 powrócił do Turkmenistanu i potem grał w klubach Aşgabat FK i Altyn Asyr Aszchabad. W 2013 dołączył do Ahal FK. W 2014 zasilił skład klubu Talyp Sporty Aszchabad.

### Kariera reprezentacyjna
W latach 2003–2004 bronił barw reprezentacji Turkmenistanu.

## Sukcesy i odznaczenia

### Sukcesy piłkarskie
Nisa Aszchabad
- mistrz Turkmenistanu: 2001, 2003
- brązowy medalista Mistrzostw Turkmenistanu: 2000
- finalista Pucharu Turkmenistanu: 2000, 2003

Gazçy Gazojak
- wicemistrz Turkmenistanu: 2005

Altyn Asyr Aszchabad
- wicemistrz Turkmenistanu: 2010
- zdobywca Pucharu Turkmenistanu: 2009
- finalista Pucharu Turkmenistanu: 2010
- finalista Superpucharu Turkmenistanu: 2009

Ahal FK
- zdobywca Pucharu Turkmenistanu: 2013

### Sukcesy indywidualne
- król strzelców Mistrzostw Turkmenistanu: 2003 (21 goli)